# Amaranthus hypochondriacus
Amaranthus hypochondriacus (soms wel kattenstaartamarant, alhoewel die Nederlandstalige naam ook op de zustersoort A. caudatus slaat) is een soort uit de familie Amaranthaceae.
... · 
A. albus (Witte amarant) · 
A. blitoides (Nerfamarant) · 
A. blitum (Kleine majer) · 
A. caudatus (Kattenstaartamarant) · 
A. deflexus (Liggende majer) · 
A. graecizans (Afrikaanse amarant) · 
A. hybridus · 
A. hybridus subsp. bouchonii (Franse amarant) · 
A. hybridus subsp. hybridus (Basterdamarant) · 
A. hypochondriacus · 
A. palmeri (Tweehuizige amarant) · 
A. retroflexus (Papegaaienkruid) · 
A. rudis (Oeveramarant) · 
A. standleyanus (Argentijnse amarant) · 
...